# Horace Hood
Horace Lambert Alexander Hood, född 2 oktober 1870 i London, död 31 maj 1916, var en brittisk konteramiral. Han omkom när hans flaggskepp HMS Invincible exploderade i slaget vid Jylland.

## Biografi
Hood föddes som tredje av fem söner till Francis Wheler Hood (1838–1907) och hans hustru Edith (död 1911) och var sonsonssonson till amiral Samuel Hood. Under åren 1886–1889 tjänstgjorde han på HMS Minotaur, HMS Calliope, HMS Trafalgar och HMS Royal Sovereign. Han blev flagglöjtnant år 1894, år 1897 lånades han ut till den egyptiska regeringen för att delta i insatser i Sudan och år 1898 utnämndes han till kommendörkapten innan han blev kommendör år 1903. Under åren 1900–1916 tjänstgjorde Hood på fartygen HMS Ramillies, HMS Hyacinth, HMS Centurion, HMS Berwick, HMS Commonwealth och HMS Invincible. Under samma period ledde han en styrka vid Illig i Somaliland år 1904, var marinattaché i Washington år 1907, aide-de-Camp till Georg V år 1912 och blev konteramiral år 1913. Hood var sekreterare till förste sjölorden, blev chef för flottan i Dover år 1914 och mönstrade på tredje slagskeppsskvadronen i John Jellicoes Grand Fleet år 1916. Hood omkom när hans flaggskepp HMS Invincible exploderade i slaget vid Jylland år 1916.